# Найти и уничтожить

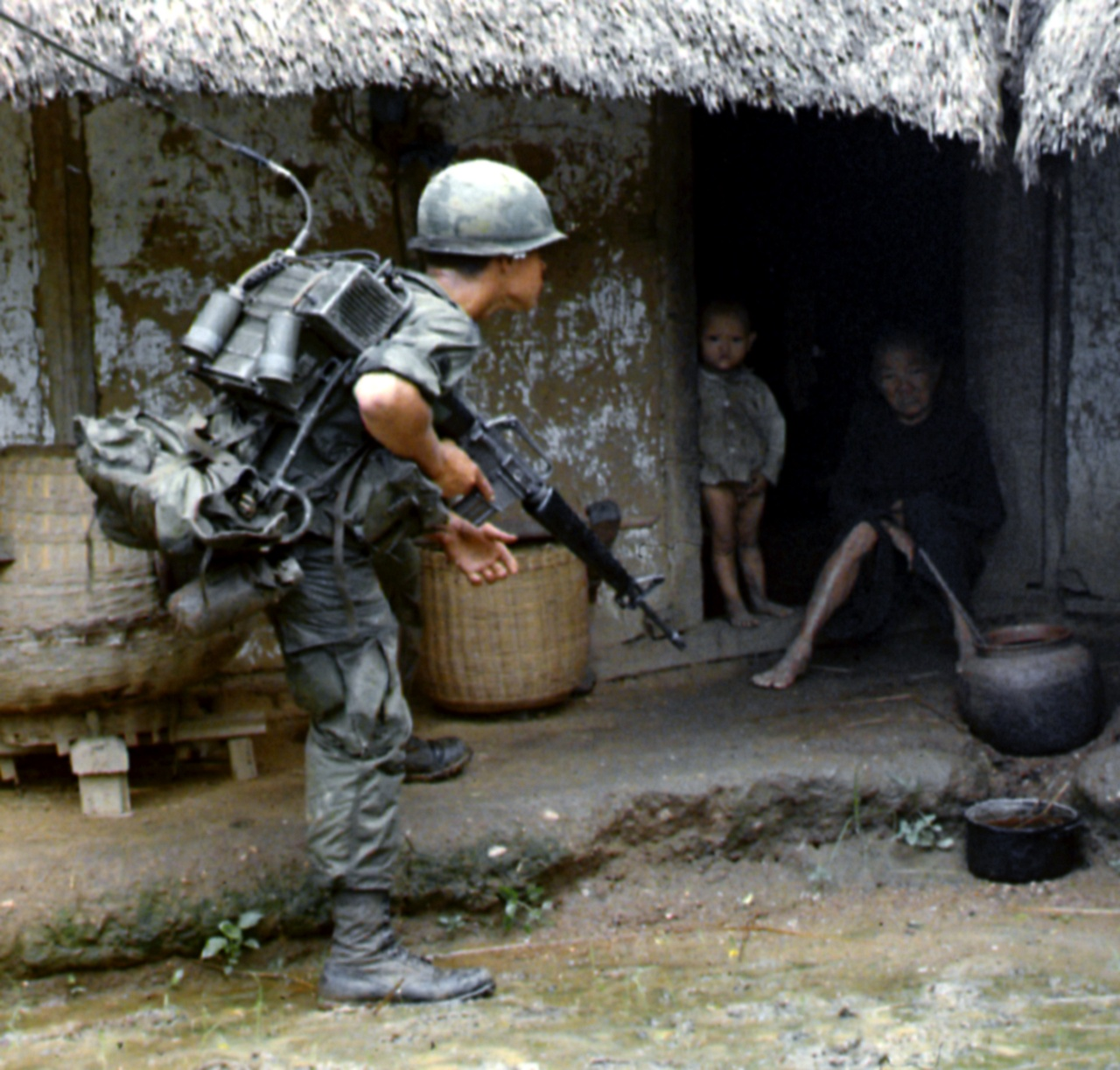
Американские солдаты обыскивают дома вьетнамцев в поиске членов НФОЮВ.

Найти и уничтожить (англ. Search and destroy или англ. Seek and destroy) — наступательная стратегия, разработанная в середине 1960-х годов в начале Вьетнамской войны главнокомандующим американскими силами Уильямом Уэстморлендом.
Суть стратегии заключалась в том, что отряд американской армии должен был, направившись в контролируемый противником район, обнаружить местонахождение крупных вражеских сил. После первого огневого контакта перебрасывались дополнительные подразделения, блокировавшие возможные пути отступления противника, в то время как обнаруженные силы уничтожались с применением авиации и артиллерии. Во многих случаях осуществлявшее первоначальный поиск подразделение (обычно взвод или рота) обнаруживало противника, лишь попав в его засаду и понеся потери. Ещё чаще огневого контакта не происходило, поскольку вражеских сил просто не оказывалось в районе поиска.
Стратегия была принята американским командованием летом 1965 года. Её применение было обусловлено спецификой природных условий Вьетнама (джунгли и горы), затруднявших обнаружение крупных подразделений НФОЮВ и северовьетнамской армии, а также нехваткой людских ресурсов: как отмечал министр обороны США Роберт Макнамара, из примерно 500 тыс. американских военнослужащих в Южном Вьетнаме (на конец 1967 года) лишь 70 тыс. могли быть одновременно задействованы в наступательных операциях; остальные находились во вспомогательных подразделениях или были задействованы на охране объектов.
Типичными примерами использования стратегии «найти и уничтожить» являются сражения в долине Йа-Дранг (1965) и за высоту «Гамбургер» (1969).